# 2019冠狀病毒病亞塞拜然疫情
2019冠狀病毒病亞塞拜然疫情是由嚴重急性呼吸系統綜合症冠狀病毒2（SARS-CoV-2）引起的全球2019冠狀病毒病（COVID-19）大疫情的一部分。該病毒於2020年2月被確診時已確認已傳播至阿塞拜疆。
2020年6月上旬，包括首都巴庫在內的主要城市全面封鎖，從6月5日至6月8日生效。